# تشارلز آي. باربر
تشارلز آي. باربر (بالإنجليزية: Charles I. Barber)‏ هو مهندس معماري أمريكي، ولد في 25 أكتوبر 1887 في ديكالب في الولايات المتحدة، وتوفي في 14 يونيو 1962 في نوكسفيل في الولايات المتحدة.